# 仁科幸子
仁科 幸子（にしな ゆきこ、1963年9月25日 - ）は、
日本の女優、キャスター。東京都新宿区出身。学習院女子短期大学家庭生活科卒業。
父は歌舞伎俳優の10代目岩井半四郎の末子。姉は女優の岩井友見と仁科亜季子。
1985年、テレビ「うちの子にかぎって」でデビュー。その後は、ドラマや司会などに出演した。1993年にテレビ朝日社員と結婚している。

## 主な出演作品

### テレビドラマ
- うちの子にかぎって2（1985年、TBS）- 矢野先生 役
- 子供が見てるでしょ!（1985年、TBS）- 古沢里香 役
- 名奉行 遠山の金さん 第1～2シリーズ（1988～1989年、テレビ朝日）- お玉 役
- 織田信長（1989年、TBS）

### テレビ番組
- 人間大好き（テレビ東京）
- こんにちは2時（テレビ朝日）
- きょうの料理（NHK教育）
- 笑顔が一番（TBS）

### CM
- コーワ　クリーンライン（マスク）（1980年代）

## 著書
- 『あね・いもうと－誰にも話さなかった姉妹の内緒話』 ベストセラーズ 1992年